# Aoueras
Aouderas (también conocida como Adharous o Auderas) esa una localidad de oasis en las Montañas de Aïr, en el noreste de Níger, a unos 90 km (55,9 mi) nornoreste de la capital regional de Agadez. También es el nombre del valle en el que se ubica la localidad.

## Geografía
La localidad de Aouderas está en el punto más alto del Valle de Aouderas valley, en la base del Monte Todra (1.408m) y justo al sur de la cordillera de Todgha, que discurre hacia el este hasta el Monte Bagzane (2.020, el punto más alto de Níger) y el valle de Assada más hacia el norte. El Valle de Aouderas se conoce localmente como kouri, un término hausa para inundación periódica. 

## Rebelión Tuareg de 2007
El 7 de septiembre de 2007, una pequeña guarnición militar nigerina en Aouderas fue atacada por los rebeldes tuareg del MNJ, tomando seis soldados cautivos. La rebelión tuareg tuvo lugar entre 2007 y 2009. Toda esta área vivió brutales choques armados durante principios de los años 1990 durante la anterior insurgencia tuareg, que terminó en 1995.